# Matheus França
Matheus França de Oliveira (Rio de Janeiro, 1 de abril de 2004) é um futebolista brasileiro que atua como meia e atacante. Atualmente, defende o Crystal Palace.
Em 2023, seu nome figurou na 25ª posição de uma lista com jovens talentos do futebol mundial nascido a partir de 2004.

## Carreira

### Início
Ao mesmo tempo que jogava bola nas ruas de onde morava, Matheus tinha vontade de entrar para as forças armadas, especificamente a Aeronáutica, assim como seu pai, e então estudava para fazer concursos. Conciliando as duas coisas, seu talento no futebol era notado conforme se destacava jogando bola nas ruas e tendo que decidir o que ia fazer, optou pelo futebol e entrou nas categorias de base do Olaria. Chegou ao clube como volante e depois como ponta, onde destacou-se.

### Flamengo
Após destaque no Olaria, Matheus chegou ao Flamengo em 2016 e logo começou a destacar, tendo conquistado três títulos no ano de 2018: Taça Os Donos da Bola Sub-14, da Taça GB e Carioca Sub-15. Com isso, logo foi apontado como uma das grandes promessas nascidas em 2004 e como possível esperança de assemelhar-se a Vinicius Júnior e Reinier.

#### 2020
Após fazer um bom ano de 2019 pelo Flamengo e pela Seleção Brasileira de base, Matheus foi integrado ao Sub-17 do clube. Em 20 de julho de 2020, França assinou seu primeiro contrato profissional com o clube, assinando até 2025 com multa rescisória de 50 milhões de euros (300 milhões de reais).

#### 2021
Em 2021, fez parte do elenco campeão do Brasileirão, Copa do Brasil (onde também foi selecionado para o time do torneio) e da Supercopa, todos na categoria Sub-17. Na Copa do Brasil, fez seis gols nas semifinais contra o Palmeiras, sendo quatro na ida na vitória por 7–3 e dois na vitória de 5–3 na volta. Após o título do Campeonato Brasileiro Sub-17, Matheus França começou o processo de integração ao Sub-20 em agosto, mas como a Copa do Brasil Sub-17 ainda estava em andamento, ainda disputou as partidas decisivas da semifinal e da final.
Em 15 de outubro, renovou seu contrato novamente e assinou até abril 2027, com uma multa recorde de 100 milhões de euros. Em 17 de novembro, foi relacionado pela primeira vez ao time profissional para a partida contra o Corinthians válida pela 33ª rodada do Brasileirão. Porém, estreou definitivamente em 6 de dezembro de 2022, na derrota de 1–0 para o Santos na penúltima rodada do Brasileirão.

#### 2022
Em 2 de janeiro, foi um dos inscritos para compor o elenco do clube na Copa São Paulo de Futebol Júnior,  tendo feito dois logo na estreia da competição, a goleada por 10–0 sobre Forte Rio Bananal em que fez dois gols. Em 25 de janeiro, oficializou seu contrato em outubro de 2021. Com isso, Matheus se tornou o jogador com a maior multa rescisória da história do clube com 100 milhões de euros, superando Lázaro que tinha 80 milhões de euros. No mesmo dia que oficializou seu vínculo, foi integrado ao time da base que representaria o Flamengo nas primeiras rodadas do Carioca.
Fez seu primeiro gol pelo profissional em 12 de março, em sua quinta partida profissional, tendo feito o quinto gol da vitória por 6–0 sobre o Bangu válido pela penúltima rodada do Campeonato Carioca. Ainda em março, foi colocado na lista NXGN de 50 melhores promessas do futebol mundial da goal, figurando na 43ª colocação. Em 18 de abril, acabou lesionando-se na vitória do rubro-negro sobre o São Paulo por 3–1, tendo prazo de retorno de até quatro meses.
Porém, recuperou-se antes do prazo e em junho já estava em campo pelo time sub-20, tendo sido integrado na categoria para recuperar ritmo se jogo e jogado no dia 25, na vitória por 2–0 sobre o Botafogo e foi o melhor do jogo, atuando por 68 minutos. Duas semanas depois, em 7 de julho, disputou sua primeira partida pelo time principal após sua lesão e entrou aos 27 minutos do segundo tempo contra o Tolima pelas oitavas de final da Libertadores e em apenas um minuto, marcou o sexto do Flamengo na goleada por 7 a 1, em jogo de ida das oitavas de final.
Mesmo com as boas atuações, Matheus perdeu espaço no time principal e em agosto foi integrado novamente para o Sub-20 em decisão com o departamento de futebol do clube, para jogar a semifinal do Brasileiro da categoria. Participou de quase toda a derrota para o Corinthians, no dia 28 daquele mês e em setembro, já estava atuando pelo profissional novamente, entrando no fim do empate por 1 a 1 com o Ceará, onde fez o gol do empate.
Marcou também na vitória de 2–1 sobre o Cuiabá na 31ª rodada em 8 de outubro. Onze dias depois, integrou o elenco campeão da Copa do Brasil ao bater o Corinthians na final, sendo esse seu primeiro título profissional. Voltou a marcar em 22 de outubro, na vitória sobre o Atlético Mineiro duas rodadas depois, em 22 de outubro. Também sagrou-se campeão da Libertadores ao bater o Athletico-PR por 1–0 em 29 de outubro. Marcou o único na derrota por 2–1 para o Corinthians na 35ª rodada, chegando ao seu sexto gol na temporada.
No dia 12 de novembro, foi descido juntamente com outros dois atletas para jogarem a final da Copa do Brasil Sub-20. O jogo terminou empatado em 0–0 e foi aos pênaltis, onde o clube alviverde sagrou-se campeão do torneio por 4–2. Disputou ao todo 23 partidas pelo profissional e fez seis gols na temporada, valorizando seu valor de mercado e recebendo interesse de outros clubes, como Bayer Leverkusen e o Crystal Palace.

#### 2023
Foi um dos indicados na primeira edição do Samba de Ouro Sub-20, concedida ao melhor jogador brasileiro com menos de 20 anos. França ficou em segundo lugar com 10,7% dos votos, com o vencedor sendo Endrick com 28,4% e o terceiro Vitor Roque com 10,1%.
Em 24 de fevereiro, o Flamengo anunciou a renovação contratual de Matheus França que teve seu vínculo ampliado até dezembro de 2027. Inclusive, o alto potencial do jogador fez o jornal espanhol As comparar o Matheus França a Vinicius Junior. Ao todo, França disputou 53 partidas pelo rubro-negro e marcou nove gols.

### Crystal Palace
O Flamengo anunciou que negociou Matheus França, que vai vestir a camisa do Crystal Palace, da Inglaterra. Os valores do negócio giram em torno de 20 milhões de euros (cerca de R$104 milhões). Além disso, o clube brasileiro receberá mais 5 milhões de euros em bônus caso o atleta atinja determinados objetivos, como ganhar a Bola de Ouro. A transferência foi anunciada oficialmente em 5 de agosto.
Seu início na equipe de Londres, porém, foi tardio. Ao assinar, Matheus tinha uma lesão nas costas a ser tratada e só estreou na Premier League de 2023–24 em 21 de outubro  fazendo apenas 20 minutos – entrando aos 70 minutos no lugar de Will Hughes – em uma derrota para o Newcastle por 4–0.
No clube, foi majoritariamente reserva nesta edição de Liga Inglesa, tendo performado como titular apenas em uma oportunidade  – sendo utilizado pela ponta esquerda em uma derrota por 3–1 contra o Chelsea na 24ª rodada –, e chegou a dar uma assistência. Mesmo performando apenas 24 minutos, França foi essencial para garantir a vitória do Palace diante o Burnley Football Club. Dois minutos após entrar em campo, viu Chris Richards abrir o placar, mas foi a seguir que o brasileiro mostrou seu singular talento. Aos 71 minutos, deu um passe para Jordan Ayew ampliar o placar; oito minutos depois, sofreu um pênalti que viria a ser convertido por Jean-Philippe Mateta.
Porém, na partida seguinte, viria sofrer a pior lesão de sua carreira até aquele período. Performando também 24 minutos diante o Tottenham Hotspur, França lesionou sua virilha e precisou passar por uma cirurgia que o impossibilitou de participar de qualquer jogo pelos próximos 345 dias.
Ao retornar, já estava na época 2024–25 e fizera seu primeiro jogo, mesmo por apenas um minuto, em uma vitória por 2–0 diante o Doncaster Rovers na 4ª Eliminatória da Copa da Inglaterra. Nesta competição, fez apenas seis minutos em três partidas, e viu a equipe se sagrar campeã vencendo o Manchester City na decisão.
Pela Premier League de 2024–25, França só fez seu primeiro jogo no segundo dia de março de 2025, onde mostrou sua qualidade ao fazer um gol de cabeça nos acréscimos do segundo tempo que garantiu o empate contra o Southampton em 1–1 mesmo performando 14 minutos. Eventualmente, participou de mais três partidas, mas não participou diretamente de nenhum tento.
O espaço de Matheus ficava cada vez menor a medida que o clube conseguia resultados positivos dentro do cenário inglês. O título da FA Cup consolidou alguns atletas e a eventual conquista da Supercopa da Inglaterra de 2025 – onde o jogador nem foi relacionado – fez com que o time inglês aceitasse negociar o brasileiro na primeira janela de transferências europeias. Com apenas 19 partidas, um gol e uma assistência em duas temporadas na Europa, o jogador aceitava mudar de time, ainda que o Crystal Palace tivesse o interesse apenas de emprestá-lo. Cientes desse interesse, Cruzeiro e Vasco da Gama conversaram com a equipe em agosto de 2025 para assinar com a jovem promessa.

## Seleção Brasileira

#### Sub-15
Em julho de 2019, Matheus foi convocado para treinamentos na Granja Comary e também para amistoso contra o Paraguai, sendo essa sua oitava convocação para a Seleção Sub-15. Em 18 de outubro, Matheus foi um dos 23 convocados para representar o Brasil no Sul-Americano da categoria, onde integrou o elenco foi campeão ao vencer a Argentina por 5 a 3 nos pênaltis após empate de 1–1 no tempo normal.

#### Sub-17
Em outubro de 2020, foi um dos convocados para um período preparatório visando o Sul-Americano da categoria em 2021. Em 24 de junho de 2021, foi um dos 25 convocados para um período preparatório de treinos visando o Sul-Americano da categoria, sendo um dos 12 remanescentes do elenco campeão do Sul-Americano Sub-15 em 2019.

#### Sub-20
Em 8 de março, foi convocado para jogos preparatórios em Salvador entre 21 e 29 de março. Voltou a ser convocado em 28 de outubro, foi um dos convocados por Ramon Menezes para a disputa de dois amistosos contra o Chile em novembro, sendo os últimos amistosos antes do Sul-Americano da categoria no ano seguinte.
Em 8 de dezembro, Matheus França foi um dos 23 convocados para o Sul-Americano de 2023 na Colômbia. Mas, foi cortado da lista final em 2023 por não liberação do Flamengo.

## Estatísticas
Atualizadas até 24 de agosto de 2024.

### Clubes
| Equipe            | Temporada         | Campeonato nacional | Campeonato nacional | Campeonato nacional | Copa nacional[a] | Copa nacional[a] | Copa nacional[a] | Competições continentais[b] | Competições continentais[b] | Competições continentais[b] | Outros torneios[c] | Outros torneios[c] | Outros torneios[c] | Total | Total | Total   |
| Equipe            | Temporada         | Jogos               | Gols                | Assist.             | Jogos            | Gols             | Assist.          | Jogos                       | Gols                        | Assist.                     | Jogos              | Gols               | Assist.            | Jogos | Gols  | Assist. |
| ----------------- | ----------------- | ------------------- | ------------------- | ------------------- | ---------------- | ---------------- | ---------------- | --------------------------- | --------------------------- | --------------------------- | ------------------ | ------------------ | ------------------ | ----- | ----- | ------- |
| Flamengo          | 2021              | 2                   | 0                   | 0                   | —                | —                | —                | —                           | —                           | —                           | —                  | —                  | —                  | 2     | 0     | 0       |
| Flamengo          | 2022              | 17                  | 4                   | 0                   | 1                | 0                | 0                | 2                           | 0                           | 0                           | 3                  | 1                  | 0                  | 23    | 6     | 0       |
| Flamengo          | 2023              | 9                   | 1                   | 0                   | 2                | 0                | 0                | 3                           | 1                           | 1                           | 14                 | 1                  | 0                  | 28    | 3     | 1       |
| Flamengo          | Total             | 28                  | 5                   | 0                   | 3                | 0                | 0                | 5                           | 1                           | 1                           | 17                 | 2                  | 0                  | 53    | 9     | 0       |
| Crystal Palace    | 2023–24           | 10                  | 0                   | 1                   | 4                | 0                | 0                | —                           | —                           | —                           | —                  | —                  | —                  | 14    | 0     | 1       |
| Crystal Palace    | Total             | 10                  | 0                   | 1                   | 4                | 0                | 0                | 0                           | 0                           | 0                           | 0                  | 0                  | 0                  | 14    | 0     | 1       |
| Total na carreira | Total na carreira | 38                  | 5                   | 0                   | 7                | 0                | 0                | 5                           | 1                           | 1                           | 17                 | 2                  | 0                  | 67    | 9     | 2       |

- a. ^ Jogos da Copa do Brasil, Copa da Inglaterra e Copa da Liga Inglesa
- b. ^ Jogos da Copa Libertadores
- c. ^ Jogos do Campeonato Carioca, Supercopa do Brasil e Mundial de Clubes

### Seleção Brasileira

#### Sub-15
| Ano   |       |      |         |
| Ano   | Jogos | Gols | Assist. |
| ----- | ----- | ---- | ------- |
| 2019  | 2     | 0    | 0       |
| Total | 2     | 0    | 0       |

#### Sub-20
| Ano   |       |      |         |
| Ano   | Jogos | Gols | Assist. |
| ----- | ----- | ---- | ------- |
| 2022  | 2     | 0    | 0       |
| Total | 2     | 0    | 0       |

## Títulos

### Flamengo

#### Base
- Taça os Donos da Bola Sub-14: 2018
- Campeonato Carioca Sub-15: 2018
- Campeonato Brasileiro Sub-17: 2021
- Copa do Brasil Sub-17: 2021
- Supercopa do Brasil Sub-17: 2021
- Taça Rio Sub-20: 2022

#### Profissional
- Copa do Brasil: 2022
- Copa Libertadores da América: 2022

### Crystal Palace
- Copa da Inglaterra: 2024–25

#### Seleção Brasileira Sub-15
- Campeonato Sul-Americano Sub-15: 2019

### Prêmios individuais
- Seleção da Copa do Brasil Sub-17 de 2021
- GOAL NXGN: 2022 (43º lugar)[56]
- Jogador jovem do mês do Campeonato Brasileiro: Novembro de 2022[57]
- "Wonderkids" - 25ª posição da lista jovens talentos do futebol mundial nascido a partir de 2004: 2023[1]